# András Adorján (fluitist)
András Adorján [ˈɒndraːʃ ˈɒdorjaːn] (Boedapest, 26 september 1944) is een Hongaars fluitist, woonachtig en werkzaam in Duitsland.
Adorján trok in 1956 met zijn familie van Hongarije naar Denemarken, waar hij tot 1968 in Kopenhagen achtereenvolgens tandheelkunde en muziek studeerde. Hij had les van onder anderen de Zwitserse fluitist Aurèle Nicolet aan de Hochschule für Musik Freiburg. Adorján won twee prijzen bij concoursen en werd in 1987 docent aan de Hochschule für Musik in Keulen. Hij is actief zowel als orkest- als kamermusicus (bv. in het Münchner Bach Collegium). Adorján nam meer dan 50 platen en CD’s op. Sinds 1974 is hij in München gevestigd. Hij is voorzitter van het Deutsche Gesellschaft für Flöte en was van 1996 tot 2011 docent fluit aan de Hochschule für Musik und Theater München. Zijn echtgenote Marianne Henkel-Adorján is ook fluitiste en is ere-docente aan de Hochschule für Musik und Theater München. Zijn dochter Johanna Adorján (1971) is journaliste en publiciste.

## Onderscheidingen
- Jacob-Gade-Prijs, Kopenhagen 1968
- Premier Grand Prix in het Concours International de Flûte, Parijs 1971